# Achelia aspera
Achelia aspera is een zeespin uit de familie Ammotheidae. De soort behoort tot het geslacht Achelia. Achelia aspera werd in 1923 voor het eerst wetenschappelijk beschreven door Loman. 